# Kyle Mack
Pour les articles homonymes, voir Mack.
Kyle Mack, né le 6 juillet 1997 à Royal Oak (Michigan), est un snowboardeur américain.

## Carrière
Aux Championnats du monde de snowboard 2015, il est médaillé de bronze en slopestyle et en big air.
Il remporte aux Jeux olympiques d'hiver de 2018 la médaille d'argent en big air.